# Newcastle Vipers
Newcastle Vipers je hokejový klub z Newcastlu, který hraje Britskou hokejovou ligu v Británii.
Klub byl založen roku 2002. Jejich domovským stadionem je Metro Radio Arena s kapacitou 4500 lidí.

## Klubové úspěchy
- Britská liga ledního hokeje - 2005-06
- Findus Cup - 2002-03, 2003-04